# William Happer
William Happer (Vellore, 27 de julio de 1939) es un físico estadounidense que se ha especializado en el estudio de la física atómica, la óptica y la espectroscopia. Es profesor emérito de Física Cyrus Fogg Brackett en la Universidad de Princeton, y miembro desde hace mucho tiempo del grupo de asesoramiento JASON, donde fue pionero en el desarrollo de la óptica adaptativa. De 1991 a 1993, Happer se desempeñó como director de la Oficina de Ciencias del Departamento de Energía como parte de la administración de George H. W. Bush. Fue destituido del Departamento de Energía en 1993 por la Administración Clinton tras desacuerdos sobre el agujero de la capa de ozono.
Happer, que no es un científico climático, rechaza el consenso científico sobre el cambio climático. En 2018, Donald Trump lo nombró miembro del Consejo de Seguridad Nacional para contrarrestar la evidencia que vincula las emisiones de dióxido de carbono con el calentamiento global. Renunció al consejo en 2019.

## Primeros años y educación
Happer nació en Vellore, India británica, hijo de William Happer, un oficial médico escocés del ejército indio, y Gladys Morgan Happer, una médica misionera de la Iglesia Luterana de Carolina del Norte. Happer pasó los años de la Segunda Guerra Mundial con su madre en Oak Ridge, Tennessee. Después de la guerra y de regresar a la India, su familia emigró a Carolina del Norte. Estudió física en la Universidad de Carolina del Norte, graduándose en 1960. Obtuvo su doctorado en la Universidad de Princeton en 1964.

## Carrera
La carrera académica de Happer comenzó en la Universidad de Columbia, donde finalmente se convirtió en catedrático titular y director del Laboratorio de Radiación de Columbia.
Happer se unió al grupo de asesoramiento JASON en 1976 y todavía estaba activo allí en 2005.
En 1980 dejó Columbia para ir a Princeton. Se le atribuye una idea clave de 1982 que hizo posible la óptica adaptativa: hay una capa de sodio en la mesosfera, de alrededor de 90 a 100 kilómetros de elevación, que podría iluminarse con un rayo láser para formar una estrella guía artificial. Su idea fue probada con éxito por DARPA pero clasificada para posibles aplicaciones militares. La tecnología de diseño militar quedó parcialmente desclasificada en 1991, después de que dos astrónomos franceses propusieran de forma independiente la misma idea. En 1994, Happer y sus coautores publicaron una versión desclasificada de los informes JASON sobre óptica adaptativa. Happer fue presidente del comité directivo de JASON, de 1987 a 1990, y fue profesor de Física de la promoción de 1909 en la Universidad de Princeton de 1988 a 1991. En 1991 se incorporó al Departamento de Energía de los Estados Unidos como director de investigación energética. Ocupó ese puesto hasta que fue despedido en 1993 por sus opiniones sobre la capa de ozono, después de lo cual regresó a su puesto en Princeton. Cofundó Magnetic Imaging Technologies Inc. en 1994. Ocupó la Cátedra de Física Cyrus Fogg Brackett desde 2003 hasta su jubilación en 2014.
Happer describe los intereses de investigación de su laboratorio en física atómica: «Estamos interesados en los mecanismos que limitan el rendimiento de los sistemas de bombeo óptico, como relojes atómicos, magnetómetros y sistemas de óptica adaptativa de estrella guía láser».
Happer se ha desempeñado como administrador de MITRE Corporation, la Fundación Richard Lounsbery y el Instituto Marshall, del cual fue presidente desde 2006 hasta su disolución en 2015.
Happer es cofundador y miembro de la junta directiva de un grupo de interés llamado CO2 Coalition, establecido en 2015. Ha descrito que el grupo tiene como objetivo «educar al público que el aumento de los niveles atmosféricos de CO2 beneficiará al mundo». El grupo ha sido financiado por donaciones de más de $ 100 000 de la Fundación Sarah Scaife y la Mercer Family Foundation de Robert Mercer y Rebekah Mercer, así como $ 50 000 cada uno de Searle Freedom Trust, la Fundación Thomas W. Smith, la Lynde & Harry Bradley Foundation y la Fundación Achelis & Bodman.

## Puntos de vista

### Posición sobre el cambio climático
Happer no está de acuerdo con el consenso científico sobre el cambio climático y afirma que «una pequeña fracción del calentamiento de 1 °C durante los últimos dos siglos debe haberse debido al aumento del CO2, que de hecho es un gas de efecto invernadero», pero sostiene que «la mayor parte del calentamiento probablemente se debe a causas naturales». El científico ambiental Michael Oppenheimer dijo que las afirmaciones de Happer «simplemente no son ciertas» y que la preponderancia de la evidencia y la mayoría de la opinión de los expertos apunta a una fuerte influencia antropogénica en el aumento de las temperaturas globales. Climate Science Watch publicó una refutación punto por punto a uno de los artículos de Happer. Una petición de la que fue coautor para cambiar la posición oficial de la Sociedad Estadounidense de Física (APS por sus siglas en inglés) a una versión que planteara dudas sobre el calentamiento global fue rechazada abrumadoramente por el Consejo de la APS. Happer no tiene capacitación formal como científico climático, y dice que sus creencias sobre el cambio climático provienen de su experiencia en el Departamento de Energía de los Estados Unidos, en el que supervisó todas las investigaciones sobre energía no relacionada con armamento, incluida la investigación sobre el cambio climático.
En 2014, Happer dijo que «la demonización del dióxido de carbono es como la demonización de los pobres judíos bajo Hitler».
En diciembre de 2015, Happer fue objeto de una operación encubierta por parte del grupo activista medioambiental Greenpeace. Haciéndose pasar por consultores de una empresa de petróleo y gas de Oriente Medio, le pidieron a Happer que escribiera un informe promocionando los beneficios del aumento de las emisiones de carbono. Happer rechazó una tarifa por su trabajo, calificándolo de «trabajo de amor», pero dijo que podían donar a la organización de cambio climático de «evidencia objetiva» CO2 Coalition, que le sugirió que se pusiera en contacto con Donors Trust, una organización que permite conservar la fuente de los fondos en secreto, tal como lo solicitó la operación encubierta de Greenpeace. Ocultar las fuentes de financiación de esta manera es legal según la legislación estadounidense. Happer reconoció además que su informe probablemente no pasaría la revisión por pares de una revista científica. En una entrevista, Happer respondió a la operación encubierta: «Sólo estaba interesado en ayudar al 'cliente' a dar a conocer mis opiniones de larga data, no en vender cualquier mensaje que el 'cliente' tuviera en mente... Nunca he tomado un centavospor cualquiera de mis actividades para educar al público que más CO2 beneficiará al mundo».

### Puntos de vista políticos
En 2017, tras la elección de Donald Trump para el cargo, Happer se reunió con Trump para discutir su posible papel como su asesor científico y dijo que aceptaría el puesto si se lo ofrecieran. Happer describió a Trump como «muy atento y que las preocupaciones del presidente «eran las de una persona técnicamente alfabetizada». Hannah Devlin de The Guardian escribió que Happer «apoya una controvertida represión contra la libertad de los científicos de las agencias federales para hablar sobre sus hallazgos, argumentando que los mensajes contradictorios... han llevado a las personas a ignorar toda la información de salud pública».
A principios de septiembre de 2018 se anunció que Happer sería nombrado director sénior de la oficina de tecnologías emergentes del Consejo de Seguridad Nacional. Renunció al Consejo en septiembre de 2019, supuestamente porque su plan de revisar la ciencia climática no recibió suficiente apoyo de la Casa Blanca. Fue archivado porque algunos miembros de la administración, incluido Kelvin Droegemeier, creían que podría perjudicar a Trump en su campaña de reelección de 2020.

## Reconocimientos
Happer es miembro de la Sociedad Estadounidense de Física. Happer fue elegido miembro de la Academia Estadounidense de las Artes y las Ciencias en 1995 y miembro de la Academia Nacional de Ciencias en 1996. Recibió una beca de investigación Sloan en 1967, el premio Herbert P. Broida en 1997, el premio Davisson-Germer y el premio Thomas Alva Edison en 2000. En 2003, fue nombrado Profesor Cyrus Fogg Brackett de Física en la Universidad de Princeton. Actualmente es Profesor Emérito.

## Publicaciones selectas
- Walker, Thad G.; Happer, William (1997). «Spin-exchange optical pumping of noble-gas nuclei». Reviews of Modern Physics 69 (2): 629-642. Bibcode:1997RvMP...69..629W. doi:10.1103/RevModPhys.69.629.
- Happer, W.; MacDonald, G. J.; Max, C. E.; Dyson, F. J. (1994). «Atmospheric-turbulence compensation by resonant optical backscattering from the sodium layer in the upper atmosphere». Journal of the Optical Society of America A 11 (1): 263-276. Bibcode:1994JOSAA..11..263H. doi:10.1364/JOSAA.11.000263.
- Happer, William (1972). «Optical Pumping». Reviews of Modern Physics 44 (2): 169-249. Bibcode:1972RvMP...44..169H. doi:10.1103/RevModPhys.44.169.
- Happer, William (2014). «Why has global warming paused?». International Journal of Modern Physics A 29 (7). Bibcode:2014IJMPA..2960003H. doi:10.1142/S0217751X14600033.